# Nacionalisme murcià
El nacionalisme murcià, o murcianisme polític, és un corrent minoritari de pensament d'afirmació de l'anomenada nació murciana, com poble que estaria definit per una història, llengua i cultura pròpies, i comunes a tots els territoris del sud-est de la península Ibèrica.

## Territori
El nacionalisme murcià defensa un País Murcià, conjunt de territoris de cultura i llengua murcianes, identificat a grans trets amb la Conca del Segura. territori que no es correspon amb el territori de la Regió de Múrcia (comunitat autònoma formada per la província de Múrcia).
Per al nacionalisme murcià, la Comunitat Autònoma de Múrcia actual, coincident amb la província de Múrcia delimitada en 1833, no seria més que una porció residual d'una entitat històrica molt més extensa, el Regne de Múrcia, i d'una nació cultural d'àmbit territorial major, el País Murcià.
Segons els propagandistes del nacionalisme murcià, la desintegració territorial de la nació murciana hauria començat amb la conquesta cristiana del Regne de Múrcia, amb la sentència arbitral de Torrellas-Elx (1304), que va suposar el pas d'Oriola i el Baix Segura al Regne de València i la ruptura, per primera vegada en la història, de la unitat territorial de la Conca del Segura.
En els segles posteriors, aquesta mena de fragmentació del territori del Regne de Múrcia i de la Diòcesi de Cartagena es va materialitzar amb la separació de Huércal-Overa, del partit de Segura de la Sierra, de Villena i Saix (1836) i, finalment, de la província d'Albacete (1982).
Aquesta dicotomia entre la Múrcia política i administrativa i la Múrcia social i cultural ha estat posada en relleu per tots els estudiosos i teòrics del regionalisme i nacionalisme murcià, com José Antonio Ayala, José María Jover Zamora, Daniel Cremades, Fátima Sánchez Galindo, Juan Bautista Vilar, Adolfo Durán o l'Associació Jarique; i fins i tot, teòrics no murcians, com Anselmo Carretero.
| «                         | Las fronteras políticas y administrativas son, pues, una cosa, y las fronteras entre culturas y formas de vida son otra. En resumen, creo que esta progresiva disgregación, que ha hecho de la realidad histórica y cultural del viejo reino de Murcia una Región repartida, requiere una toma de conciencia por parte de las élites directoras de nuestra Comunidad acerca de las dos acepciones diferentes que cabe aplicar a la expresión ‘Región Murciana’. En el ámbito político y administrativo, tal expresión se identifica con la Comunidad Autónoma y con el territorio que corresponde a esta última. Ahora bien, en el ámbito sociocultural, el proceso histórico ha transcurrido harto más lentamente que en el ámbito político, dejando en pie otra suerte de comunidad; una comunidad lingüística y cultural más amplia que la Comunidad Autónoma, propicia a un conocimiento recíproco y al mantenimiento de unos vínculos fraternales. | » |
| — José María Jover Zamora | |   |

.
| «                        | Al estudiar los actuales límites de la Comunidad Autónoma de la Región de Murcia, desde un principio se aprecia con claridad, como a través de los distintos momentos históricos de la misma, y dentro de una constante político-administrativa por parte del poder central, esta comunidad se encuentra en la actualidad mermada en sus límites, tanto históricos como culturales, coincidiendo actualmente con los límites de la provincia de Murcia, que tuvieron su origen en la división que se llevó a cabo en 1833 por Francisco Javier de Burgos, Ministro de Fomento de Fernando VII. Hay en ello un desprecio a las delimitaciones impuestas por la Historia, una ignorancia del área real de influencia de los grandes núcleos urbanos regionales, que supera en algunas zonas los límites regionales, y el fraccionamiento en cuatro espacios regionales distintos una clara unidad natural: la Cuenca del Segura. | » |
| — Fátima Sánchez Galindo | |   |

## Llengua
El murcianisme lingüístic reivindica un reconeixement i normalització d'una realitat que afirmen plurilingüe del País Murcià, que estaria conformada per dues llengües: el castellà en la varietat murciana i el català en la varietat valenciana. El murcianisme reivindica la normativització de la llengua murciana, la promoció del seu ensenyament i ús en tots els àmbits de la vida social. Al costat de la llengua murciana, reivindicada com pròpia del País, el nacionalisme murcià propugna la normalització de la llengua valenciana parlada al Carxe.
Aquests mateixos postulats de democràcia directa duts a l'articulació territorial duu al murcianisme polític a plantejar un sistema federal profund, en el qual les decisions seguiran un itinerari diferent: de baix a dalt, al contrari que ocorre en els sistemes democràtics actuals.

## Història del nacionalisme murcià
El murcianisme compta amb precedents previs de personalitat històrica tals com el pacte de Todmir (713), Daisam ben Ishac (905), Abu Abd al-Rahman Ibn Tahi (XI), Ibn Mardanis (1147 y 1172), Ibn Hud (1228), revolució mudèjar (1264), guerres civils de Manueles i Fajardos (segle xiii), Juntes de la Terra, etcètera.
No obstant això, es pot considerar com inici del murcianisme polític actual el naixement del Partit Federal Murcià, fundat per Antonete Gálvez, considerat pels murcianistes com "pare de la pàtria murciana" i un dels protagonistes més representatiu la Revolució Cantonal, iniciada el 12 de juliol de 1873 en Cartagena.
En l'època democràtica posterior a 1978, el murcianisme polític ha estat representat per diversos partits (Partido del País Murciano, Partido Regionalista Murciano, Partido Murcianista, Nueva Región, Unión de los Pueblos de Múrcia, Unión Democrática de la Región de Murcia-Coalición Ciudadana Regional), si bé cap d'ells ha aconseguit representació en un Parlament autonòmic condicionat per un sistema electoral, que divideix la Regió de Múrcia en cinc circumscripcions i exigeix un 5% dels vots a nivell autonòmic per a accedir al repartiment d'escons.

## Simbologia
Encara que reconeixen els símbols oficials de la Regió de Múrcia, els col·lectius murcianistes empren normalment altres, per a posar de manifest el seu caràcter nacionalista i per a diferenciar la Comunitat Autònoma de Múrcia de l'anomenat País Murcià.
La bandera nacionalista murciana és la composta per una creu blanca sobre fons vermell amb una estrella blava en el centre.
Aquesta bandera representa la proposta de bandera autonomista murciana de la Segona República. L'estrella, com símbol de sobirania, pren el seu color blau del escut històric del Regne de Múrcia.

També podem trobar una altra versió més moderna de la bandera nacionalista murciana, també utilitzada pels regionalistes. El color vermell d'aquesta versió es deu per ser el color de la bandera del Cantó Murcià i el pendó de Múrcia, cap del Regne de Múrcia, a més de la calidesa d'una terra àrida. Mentrestant, la banda blanca representa la Conca del Segura i l'antic nom en àrab del Riu Segura: Wadi al-Abyad, Riu Blanc. 

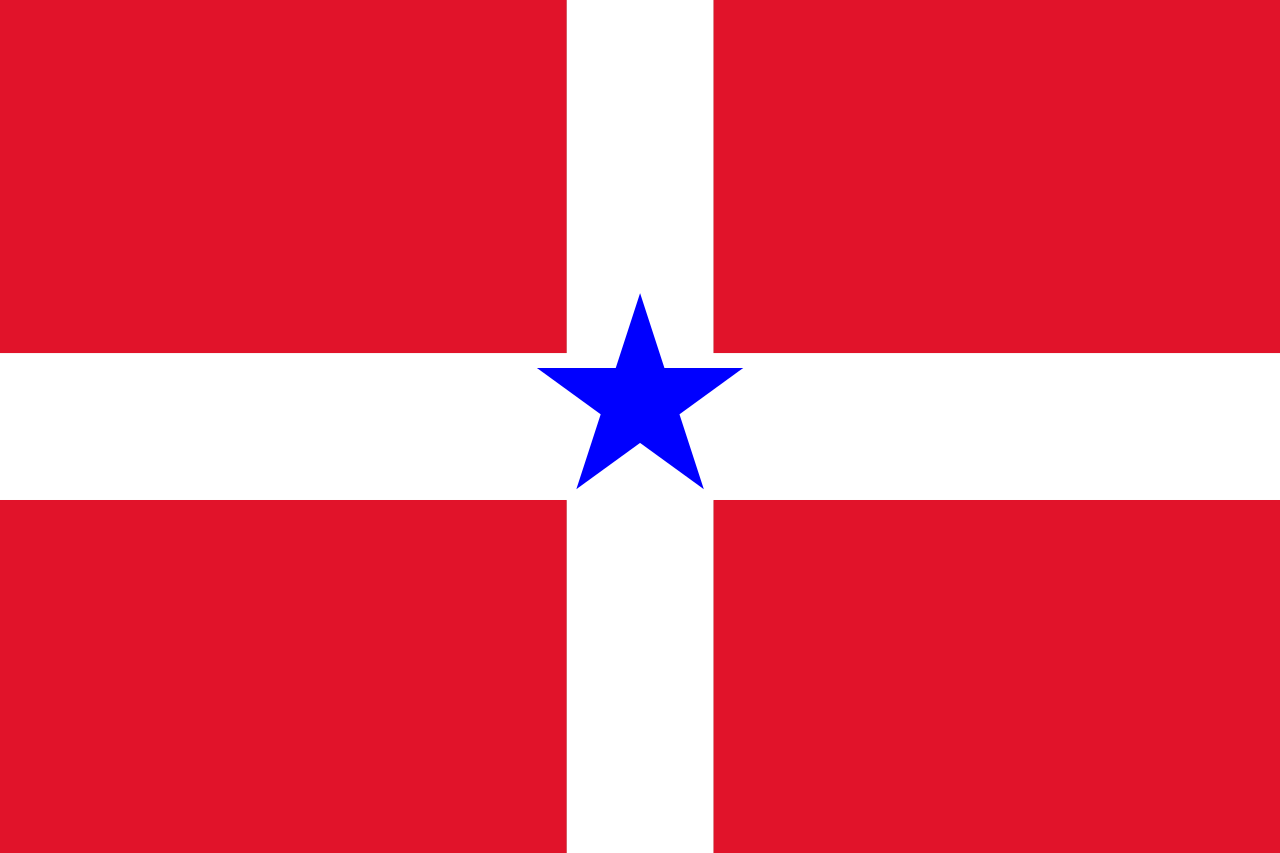
Bandera nacionalista murciana
Bandera regionalista o nacionalista murciana

El murcianisme polític reivindica igualment el 12 de juliol com Diada Nacional de Múrcia, en commemoració de l'aixecament cantonal en la ciutat de Cartagena, amb el qual es va iniciar la Revolució Cantonal de 1873.
El principal lema del nacionalisme murcià és "Murcia Llibre", que en català vol dir "Múrcia Lliure".